# دسائو-روسلائو
دسائو-روسلائو شهری در ایالت زاکسن-آنهالت در کشور آلمان واقع است.